# 315国道
315国道（或“国道315线”、“G315线”）是在中国的一条国道，起点为青海西宁，终点为新疆克孜勒苏乌恰县吐尔尕特口岸的国道，全程3063千米。
这条国道经过青海和新疆2个省份。在国家公路网规划（2013年－2030年）中由莎车县西延至吐尔尕特。

## 里程表
| 城市名                             | 距起点距离 |
| 青海省西宁市                       | 0          |
| 青海省湟源县                       | 49         |
| 青海省海晏县                       | 88         |
| 青海省刚察县                       | 199        |
| 青海省天峻县                       | 315        |
| 青海省乌兰县                       | 398        |
| 青海省德令哈市                     | 548        |
| 新疆维吾尔自治区若羌县             | 1555       |
| 新疆维吾尔自治区且末县             | 1926       |
| 新疆维吾尔自治区民丰县             | 2241       |
| 新疆维吾尔自治区于田县             | 2357       |
| 新疆维吾尔自治区策勒县             | 2440       |
| 新疆维吾尔自治区洛浦县             | 2509       |
| 新疆维吾尔自治区和田市             | 2528       |
| 新疆维吾尔自治区墨玉县             | 2554       |
| 新疆维吾尔自治区皮山县             | 2719       |
| 新疆维吾尔自治区叶城县             | 2807       |
| 新疆维吾尔自治区泽普县             | 2844       |
| 新疆维吾尔自治区莎车县             | 2871       |
| 新疆维吾尔自治区英吉沙县           | 2994       |
| 新疆维吾尔自治区疏勒县             | 3053       |
| 新疆维吾尔自治区喀什市             | 3063       |
| 新疆维吾尔自治区乌恰县吐尔尕特口岸 |            |

## 高速公路
与本国道新疆喀什至吐尔尕特段并行的喀伊高速公路2013年10月全线通车。

## 网红U形路
2018年以来，位于青海省格尔木市柴达木腹地的315国道因上下坡道路而形成的U形路段成了“网红公路”，吸引了许多游客驻足并在公路中间拍照。由于该路段是连接青海、新疆的交通要道，很多重型货车都会从这里经过，在路中间拍照具有危险性，因此交警部门对游客进行了劝阻。